# Piretroidna hidrolaza
Piretroidna hidrolaza (EC 3.1.1.88, piretroid-hidrolizirajuća karboksilesteraza, piretroid-hidrolizujuća esteraza, piretroid-hidrolizirajuća esteraza, piretroid-selektivna esteraza, enzim razgradnje pirethroida, permetrinaza, PytH, EstP) je enzim sa sistematskim imenom pirethroid-estar hidrolaza. Ovaj enzim katalizuje sledeću hemijsku reakciju
trans-permetrin + H2O {\displaystyle \rightleftharpoons } (3-fenoksifenil)metanol + (1S,3R)-3-(2,2-dihloroetenil)-2,2-dimetilciklopropankarboksilat
Ovaj enzim učestvuje u degradaciji piretroidnih pesticida.

## Literatura
- Nicholas C. Price; Lewis Stevens (1999). Fundamentals of Enzymology: The Cell and Molecular Biology of Catalytic Proteins (Third изд.). USA: Oxford University Press. ISBN 019850229X.
- Eric J. Toone (2006). Advances in Enzymology and Related Areas of Molecular Biology, Protein Evolution (Volume 75 изд.). Wiley-Interscience. ISBN 0471205036.
- Branden C; Tooze J. Introduction to Protein Structure. New York, NY: Garland Publishing. ISBN 0-8153-2305-0.
- Irwin H. Segel. Enzyme Kinetics: Behavior and Analysis of Rapid Equilibrium and Steady-State Enzyme Systems (Book 44 изд.). Wiley Classics Library. ISBN 0471303097.

## Spoljašnje veze
- Pyrethroid+hydrolase на 